# Juan Manuel Peña
Juan Manuel Peña Montaño (Santa Cruz de la Sierra, 17 de enero de 1973) es un exfutbolista boliviano cuyo último club fue el D.C. United de la Major League Soccer de Estados Unidos. Peña jugó como defensa y pasó gran parte de su carrera jugando en el Real Valladolid, posteriormente también jugó en el Villarreal, ambos clubes de la Primera División española, y fue donde se convirtió en el primer boliviano en jugar fases decisivas de la Liga de Campeones de la UEFA y estando en España también llegó a jugar en las filas del Celta de Vigo en la Segunda División española. Cuenta también con familia peruana.
A nivel internacional, Peña fue un importante miembro de la selección de fútbol de Bolivia, jugando en el Mundial de 1994 y la Copa Confederaciones de 1999, además de las eliminatorias a los Mundiales 1994, 1998, 2002, 2006 y 2010. Peña también fue parte de la representación boliviana durante las Copas América de 1991, 1993, 1995, 1997, 1999 y 2007. Es considerado como uno de los jugadores más importantes de su país en las últimas décadas.

## Trayectoria

### Inicios
Peña es egresado de la Academia Tahuichi Aguilera, al igual que otros importantes jugadores del fútbol Boliviano, como Marco Antonio Etcheverry y Erwin Sánchez. Se unió al Club Blooming de su ciudad natal de Santa Cruz de la Sierra en 1990 e hizo su debut en noviembre del mismo año. Después de jugar un total de 48 partidos con el Blooming, fue transferido al Independiente de Santa Fe de Colombia por una cifra aproximada de 150.000 dólares en 1993. Con Santa Fe jugó un total de 62 partidos entre 1993 y 1995, teniendo buenas actuaciones que atrajeron la atención de varios clubes en España.

### Real Valladolid
A principios de la temporada 1995/96, Peña fue fichado por el Real Valladolid de la Primera División Española por 1 millón de $. Hizo su debut en La Liga el 21 de enero de 1996 durante la jornada 22 de esa temporada en un partido ante el F.C. Barcelona en el Camp Nou. Rápidamente llegó a ser un miembro importante de la defensa del Valladolid, en su segunda temporada jugó 30 de los 42 partidos de liga del club en lo que significó la clasificación a la Copa de la UEFA 1997-98, convirtiéndolo así en el primer boliviano en disputar un torneo continental europeo.
Peña fue un regular en la alineación titular del club vallisoletano hasta el final de la temporada 2003-04, cuando este descendió a la Segunda División. Luego de nueve temporadas, el boliviano dejó Valladolid, en 2004, habiendo jugado más de 250 partidos en todas las competiciones, aunque nunca llegó a anotar un gol.

### Villarreal
El 26 de agosto de 2004 se anunció que Peña se uniría al Villarreal CF por 1,4 millones de €, firmando un contrato por cinco años. Con el Villarreal CF ganaría la Copa Intertoto en 2004  y clasificaría a la Liga de Campeones de la UEFA 2005-06, donde hizo historia al vencer al Inter de Milan en cuartos de final. Jugando en el Villarreal, el central boliviano fue considerado uno de los mejores centrales de España y el mejor en Bolivia.

### Celta de Vigo
Luego de tres temporadas con el club villarrealense, Peña fichó por dos años con el Celta de Vigo de la Segunda División española en julio de 2007.

### DC United
El 17 de noviembre de 2009 anunció su retiro del fútbol profesional, pero en marzo del año siguiente pasó a realizar la pretemporada en México con el D.C. United de la Major League Soccer de los Estados Unidos y terminó fichando con el club de Washington por el resto de la temporada. Jugó su primer partido como titular en un amistoso que enfrentó al D.C. United con el Santos Laguna. A partir de allí Peña jugó un total de 10 partidos para el United durante la temporada 2010. 
Peña anunció su retiro definitivo del fútbol el 1 de febrero de 2011, concluyendo así una carrera de veinte años como profesional.

## Estadísticas
Actualizado el 15 de noviembre de 2012.
| Club Blooming(3) · Bolivia | 1.ª División  | 1990          | -   | - | -  | - | -  | - | -   | - |
| Club Blooming(3) · Bolivia | 1.ª División  | 1991          | -   | - | -  | - | -  | - | -   | - |
| Club Blooming(3) · Bolivia | 1.ª División  | 1992          | -   | - | -  | - | -  | - | -   | - |
| Club Blooming(3) · Bolivia | 1.ª División  | 1993          | -   | - | -  | - | -  | - | -   | - |
| Club Blooming(3) · Bolivia | Total club    | Total club    | 48  | 0 | 0  | 0 | 0  | 0 | 48  | 0 |
| Club Independiente Santa Fe (4) · Colombia | 1.ª División  | 1993          | -   | - | -  | - | -  | - | -   | - |
| Club Independiente Santa Fe (4) · Colombia | 1.ª División  | 1994          | -   | - | -  | - | -  | - | -   | - |
| Club Independiente Santa Fe (4) · Colombia | 1.ª División  | 1995          | -   | - | -  | - | -  | - | -   | - |
| Club Independiente Santa Fe (4) · Colombia | Total club    | Total club    | 62  | 0 | 0  | 0 | 0  | 0 | 62  | 0 |
| Real Valladolid C. F. · España | 1.ª División  | 1995/96       | 18  | 0 | 0  | 0 | -  | - | 18  | 0 |
| Real Valladolid C. F. · España | 1.ª División  | 1996/97       | 30  | 0 | 0  | 0 | -  | - | 30  | 0 |
| Real Valladolid C. F. · España | 1.ª División  | 1997/98       | 31  | 0 | 1  | 0 | 4  | 0 | 36  | 0 |
| Real Valladolid C. F. · España | 1.ª División  | 1998/99       | 33  | 0 | 5  | 0 | -  | - | 38  | 0 |
| Real Valladolid C. F. · España | 1.ª División  | 1999/00       | 34  | 0 | 2  | 0 | -  | - | 36  | 0 |
| Real Valladolid C. F. · España | 1.ª División  | 2000/01       | 19  | 0 | 2  | 0 | -  | - | 21  | 0 |
| Real Valladolid C. F. · España | 1.ª División  | 2001/02       | 34  | 0 | 4  | 0 | -  | - | 38  | 0 |
| Real Valladolid C. F. · España | 1.ª División  | 2002/03       | 29  | 0 | 3  | 0 | -  | - | 32  | 0 |
| Real Valladolid C. F. · España | 1.ª División  | 2003/04       | 21  | 0 | 1  | 0 | 0  | 0 | 22  | 0 |
| Real Valladolid C. F. · España | Total club    | Total club    | 249 | 0 | 17 | 0 | 4  | 0 | 271 | 0 |
| Villarreal C. F. · España | 1.ª División  | 2004/05       | 25  | 1 | 1  | 0 | 8  | 0 | 34  | 1 |
| Villarreal C. F. · España | 1.ª División  | 2005/06       | 25  | 0 | 1  | 0 | 10 | 0 | 36  | 0 |
| Villarreal C. F. · España | 1.ª División  | 2006/07       | 6   | 0 | 1  | 0 | 1  | 0 | 8   | 0 |
| Villarreal C. F. · España | Total club    | Total club    | 56  | 1 | 3  | 0 | 19 | 0 | 78  | 1 |
| R. C. Celta de Vigo · España | 2.ª División  | 2007/08       | 11  | 0 | 1  | 0 | -  | - | 12  | 0 |
| R. C. Celta de Vigo · España | 2.ª División  | 2008/09       | 22  | 0 | 3  | 0 | -  | - | 25  | 0 |
| R. C. Celta de Vigo · España | Total club    | Total club    | 33  | 0 | 4  | 0 | -  | - | 37  | 0 |
| D. C. United Estados Unidos | 1.ª División  | 2010          | 10  | 0 | 0  | 0 | -  | - | 10  | 0 |
| D. C. United Estados Unidos | Total club    | Total club    | 10  | 0 | 0  | 0 | -  | - | 10  | 0 |
| Total carrera | Total carrera | Total carrera | 458 | 1 | 24 | 0 | 23 | 0 | 482 | 1 |
| (1)Incluye datos de la Copa del Rey (2008/09) (2)Incluye datos de la Copa UEFA (1997/08, 2004/05); Liga de Campeones de la UEFA (2005/06); la Copa Intertoto de la UEFA (2006/07) (3) y (4)Sin datos detallados |               |               |     |   |    |   |    |   |     |   |

## Selección nacional
Ha sido internacional con la Selección de fútbol de Bolivia en 85 partidos diferentes, llegando a ser uno de sus jugadores más importantes de su selección. Disputó el encuentro que jugó su selección frente a la de España en la Mundial de 1994. También jugó la Final de la Copa América de 1997 que se disputó en Bolivia y donde perdieron 3-1 ante la selección brasileña. Se retiró de la selección hasta el encuentro programado para el 11 de marzo de 2009, cuando volvió a la selección tras más de año y medio de ausencia ganando el 1 de abril de ese mismo año el histórico 6-1 a Argentina.

### Participaciones enCopas del Mundo
| Mundial                        | Sede           | Resultado      | PJ | Goles |
| ------------------------------ | -------------- | -------------- | -- | ----- |
| Copa Mundial de Fútbol de 1994 | Estados Unidos | Fase de grupos | 1  | 0     |

### Participaciones enCopas Confederaciones
| Copa Confederaciones      | Sede   | Resultado      | PJ | Goles |
| ------------------------- | ------ | -------------- | -- | ----- |
| Copa Confederaciones 1999 | México | Fase de grupos | 1  | 0     |

### Participaciones enCopas América
| Copa América           | Sede                   | Resultado              | PJ | Goles |
| ---------------------- | ---------------------- | ---------------------- | -- | ----- |
| Copa América 1991      | Chile                  | Fase de grupos         | 1  | 0     |
| Copa América 1993      | Ecuador                | Fase de grupos         | 3  | 0     |
| Copa América 1995      | Uruguay                | Cuartos de final       | 4  | 0     |
| Copa América 1997      | Bolivia                | Subcampeón             | 5  | 0     |
| Copa América 1999      | Paraguay               | Fase de grupos         | 3  | 0     |
| Copa América 2007      | Venezuela              | Fase de grupos         | 3  | 0     |
| Total en Copas América | Total en Copas América | Total en Copas América | 19 | 0     |

### Participación en Eliminatorias al Mundial
| Eliminatoria                                | Sede                   | Posición               | Resultado              | PJ | Goles |
| ------------------------------------------- | ---------------------- | ---------------------- | ---------------------- | -- | ----- |
| Eliminatorias Mundial de USA 1994           | Estados Unidos         | 2°lugar 11pts Grupo B  | Clasificado            | 3  | 0     |
| Eliminatorias Mundial de Francia 1998       | Francia                | 8°lugar 17pts          | Eliminado              | 13 | 0     |
| Eliminatorias Mundial de Corea y Japón 2002 | Corea del Sur y Japón  | 7°lugar 18pts          | Eliminado              | 12 | 0     |
| Eliminatorias Mundial de Alemania 2006      | Alemania               | 10°lugar 14pts         | Eliminado              | 6  | 0     |
| Eliminatorias Mundial de Sudáfrica 2010     | Sudáfrica              | 9°lugar 15pts          | Eliminado              | 3  | 0     |
| Total en Eliminatorias                      | Total en Eliminatorias | Total en Eliminatorias | Total en Eliminatorias | 37 | 0     |

### Goles con la selección nacional
| #  | Fecha                 | Lugar                                                                | Oponente | Gol   | Resultado | Competición |
| -- | --------------------- | -------------------------------------------------------------------- | -------- | ----- | --------- | ----------- |
| 1. | 11 de octubre de 2003 | Robert F. Kennedy Memorial Stadium, Washington D. C., Estados Unidos | Honduras | 1 – 0 | 1 – 0     | Amistoso    |

## Palmarés

### Copas internacionales
| Título                    | Club             | País   | Año  |
| ------------------------- | ---------------- | ------ | ---- |
| Copa Intertoto de la UEFA | Villarreal C. F. | España | 2004 |